# Pentafluoriodethan
Pentafluoriodethan ist eine chemische Verbindung aus der Gruppe der aliphatischen, gesättigten Halogenkohlenwasserstoffe.

## Gewinnung und Darstellung
Pentafluoriodethan kann durch elektrochemische Fluorierung von 1,1,2,2-Tetrafluor-1,2-diiodethan gewonnen werden.
{\displaystyle {\ce {2 C2F4I2 + 2 HF -> 2 C2F5I + I2 + H2}}}
Die Verbindung kann auch durch Reaktion von Tetrafluorethen mit Iod und Iodpentafluorid gewonnen werden.
{\displaystyle {\ce {5 C2F4 + 2 I2 + IF5 -> 5 C2F5I}}}
Es sind auch noch weitere Synthesewege bekannt.

## Eigenschaften
Pentafluoriodethan ist ein farbloses Gas mit stechendem Geruch. Es wirkt als Anästhetikum.

## Verwendung
Pentafluoriodethan wird als Zwischenprodukt zur Herstellung anderer chemischer Verbindungen verwendet.

## Externe Links zu erwähnten Verbindungen
1. ↑  Externe Identifikatoren von bzw. Datenbank-Links zu 1,1,2,2-Tetrafluor-1,2-diiodethan:  CAS-Nr.: 354-65-4, EG-Nr.: 206-567-2, ECHA-InfoCard: 100.005.971, PubChem: 67720, ChemSpider: 61039, Wikidata: Q27255818.